# Венгрце-Шляхецькі
Венгрце-Шляхецькі (пол. Węgrce Szlacheckie) — село в Польщі, у гміні Клімонтув Сандомирського повіту Свентокшиського воєводства.
Населення — 90 осіб (2011).
У 1975-1998 роках село належало до Тарнобжезького воєводства.

## Демографія
Демографічна структура на день 31 березня 2011 року:
|          | Загалом | Допрацездатний вік | Працездатний вік | Постпрацездатний вік |
| -------- | ------- | ------------------ | ---------------- | -------------------- |
| Чоловіки | 44      | 13                 | 26               | 5                    |
| Жінки    | 46      | 9                  | 22               | 15                   |
| Разом    | 90      | 22                 | 48               | 20                   |